# ジオン公国の機動兵器
- 機動戦士ガンダム > ジオン公国の機動兵器
- ジオン公国 > ジオン公国の機動兵器

ジオン公国の機動兵器（ジオンこうこくのきどうへいき）はアニメ『機動戦士ガンダム』および関連作品に登場する架空の兵器のうち「ジオン公国」とジオン公国残党軍「デラーズ・フリート」に所属するモビルスーツ（MS）およびモビルアーマー（MA）などといった機動兵器について記述する。記述は五十音順。

## モビルスーツ

### 赤いガンダム
アニメ『機動戦士Gundam GQuuuuuuX』に登場（型式番号：gMS-α）。シャア・アズナブルが地球連邦軍から鹵獲したRX-78-02 ガンダムをシャアのパーソナルカラーである赤に塗り替え、「アルファ・サイコミュ」を搭載した機体。

### ガンダム（ジオン仕様）
ゲーム『機動戦士ガンダム ギレンの野望 特別編 蒼き星の覇者』シリーズに登場オリジナルの機体、深緑に塗装されており、ゲルググと同タイプのシールドを装備しているのが特徴。

### グール
小説『機動戦士ガンダム ブレイジングシャドウ』に登場する試作MS（型式番号：YMS-23C）。
ツィマット社の流れを組む機体で、ジオン公国軍残党「ヘルズゲート」が非合法な手段で設計した。ヘルズゲートが独自に開発した特殊なコクピットと操縦システムが組み込まれており、それに対応させるためにパイロットに対して非人道的な人体改造を行っている。また、マグネット・コーティングも採用されており、機体の反応速度は極めて高い。
武装として、2基のビーム刃システムと4ブロックの4連小型ミサイルが組み込まれたラウンド・シールドを両腕に装備している。

### ゲム カモフ
漫画『機動戦士ガンダム MS IGLOO 603（MS IGLOO 603）』の1エピソード「蝙蝠はソロモンにはばたく」に登場するMS。「ゲム カモフ」の名称の内、「ゲム」は出渕裕が、「カモフ」は今西隆志がそれぞれ名付けたものである。
地球上から撤退を余儀なくされたジオン公国軍が、地球連邦軍のMSジムに誤認させるためだけに製造したMSである。「ゲム」とは、ジオン公国軍によって鹵獲・運用されたジムの呼称で、ジオン軍の前線の兵士は友軍機を「ゲム」、連邦軍機を「ジム」と呼ぶことで区別していたとされる。ミノフスキー粒子を散布した下での戦闘ではレーダーが使用できないため、有視界での戦闘が前提とされることから、機体形状による欺瞞によって連邦軍艦隊への接近や潜入、後方撹乱することが主な目的とされている。運用上の性格から正式な型式番号を与えられず、その特殊な活動のため配備先や戦果などの記録も公式に残されておらず、わずかに残された資料から予測される生産数はごく少数であったとされる。作中でこの機体を受領した部隊は地球連邦軍から亡命した義勇兵によって構成されており、それ以前には廃棄寸前でろくな整備もされていないザクIで出撃させられるなどの冷遇を受け、捨て駒的な過酷な環境下に置かれていた。
基となったのは公国軍製の機体とされるが、改装によってその形状は原形を留めていない。また、ジェネレーター出力の数値や背面の動力パイプからザク系が使用されたとの推測を記述している書籍もある。
装甲の改装により機体重量が大幅に軽減され、それと同時に運動性と機動性が向上しており、本機の唯一の特性とされている。しかし、これは装甲を極限まで排除した結果であるため、耐弾性能は正規のMSに比べはるかに劣り、被弾した際のパイロットの生存確率を著しく低下させるものとなっている。また、その形状から友軍からも攻撃される危険性も伴っており、作中でパイロットのエンマ・ライヒ中尉は、この機体を「『戦場の狂気』そのもの」と評している。
設定資料に掲載された3Dモデルでは、右肩に「EFSF」、左肩・左脚・シールドに「EN」、腰部アーマーの前面にエンマ中尉のエンブレム、腰部アーマーの背面にジオン軍のエンブレムがそれぞれマーキングされている。なお、『MS IGLOO 603』の作中ではエンマ中尉のエンブレム以外のマーキングは描かれていない。
また、エンマ中尉が使用するエンブレムはコウモリをモチーフとしており、連邦を裏切り、ジオンにも認められない自分たち義勇兵の境遇を、地球の寓話の中で鳥と獣の双方から裏切り者とされたコウモリに重ねたものである。
作中での活躍
エンマ・ライヒ中尉の乗機として登場。エピソードの冒頭で同部隊のゲファンゲナー ゲム3機と共に識別信号の発信装置を無効にした状態でコロンブス級輸送艦に接近、ゲム カモフを味方機であると誤認したコロンブス級をチェーン・マインによって撃沈する（後に、このシーンがゲム カモフの初出撃であったことが描かれる）。
その後、宇宙世紀0079年12月上旬、ソロモン宙域にてゲム カモフおよび135mm対艦ライフルの運用試験を行うため、総帥府からの指令によりエンマ中尉の部隊は第603技術試験隊に編入される。モニク・キャディラック特務大尉の立案により、自軍のヅダと交戦しているように見せかけ連邦軍艦艇に接近、これを攻撃するという実践同様の評価試験が行われ、サラミス級巡洋艦およびその艦載機であるジムを誘き寄せることに成功し、誤認率の高さを証明する。しかし、ジムのパイロットとの会話に齟齬が発生したため疑いを抱かれ、ゲファンゲナー ゲムのパイロットであるマイクが緊張に耐えかねて発砲、正体が露見し戦闘に突入してしまう。直後にゲファンゲナー ゲム2機が撃破されるが、エンマ中尉は敵味方を欺く奇計によりサラミス級に接近し、対艦ライフルによって撃沈する。だが、テスト中に偶然その宙域を航行していた、事情を知らない友軍のムサイから友軍艦を取り囲む敵機と誤認され、随行していたゲファンゲナー ゲム共々攻撃を受け、機体は大破。パイロットのエンマ中尉も戦死している。オリヴァー・マイ技術中尉はこの機体について、誤認率の高さを認めた上で、それ故に高確率で同士討ちが発生する危険性を指摘し、この兵器の開発意義を疑問視する報告を残している。
装備
ゲム カモフ、ゲファンゲナー ゲムともに、弾薬補給などの都合から連邦製の武器をそのまま使うことはなく、120mmザク・マシンガンやザク・バズーカなどの外装をカモフラージュして使用している。また、135mm対艦ライフルやチェーン・マインなどの対艦攻撃用の装備も数種類実装されていた。シールドとして、鉄板を繋ぎ合わせて成形したジムのシールドの模造品が用意され、スパイク付きのザクのシールドに被せて使用する。また、背部にジムと同じくビーム・サーベルが装備されているが、これはジムに見せかけるためのダミーであり、実際には使用できない。
備考
漫画『MS IGLOO 603』第1巻に掲載されている寄稿の中で出渕裕は、「蝙蝠はソロモンにはばたく」は映像作品『MS IGLOO』を7話構成にする構想がされていた時期に自身が書いたプロットであり、メインとなるゲストキャラクターが女性である唯一のエピソードでキャラクターデザインも固まっていたため、『MS IGLOO』が全6話になり映像化が難しくなったことが少々残念であったとしている。

#### ゲファンゲナー ゲム
漫画『機動戦士ガンダム MS IGLOO 603』の1エピソード「蝙蝠はソロモンにはばたく」に登場する。アルファベット表記は「Gefangener GM」、媒体によっては「ゲファンナー ゲム」と表記される場合もある。ジオン公国軍に鹵獲されたジムの正式記録上における名称とされる。鹵獲されたジムは性能調査などに使用されるが、一部の機体はジオン公国軍の機体として運用された。

### ザメル
OVA『機動戦士ガンダム0083 STARDUST MEMORY』に登場する長距離支援用の超重MS。
ドムに採用された熱核ジェットエンジンを採用しており、背部の大型熱核ホバーユニットは地面にまで達し、熱核ホバーユニットを搭載した両脚とあわせ、ほとんど極太の三脚に近い形状になっている。この台形状シルエットの鈍重な外見に似合わない高い機動性を誇り、陸上での最高速度は220km/hである。この機体の最大の特徴とも言える主武装の680mmカノン砲は、劇中でトリントン基地司令部を一撃で破壊したように、絶大なる威力を誇る。このカノン砲を運用するため複座機となっており、前方に操縦士、後方に射撃手が搭乗する。ただし、操縦系の切り替えにより1人での運用も可能である。また、カノン砲は背中に2つに折りたたまれており、砲撃時には組み上げて両肩の間から頭代わりに砲身を突き出して運用する。なお、本機に元々頭部はなく、モノアイは胸部中央に突出した「首」に位置している。
近距離戦に対しては肩部8連ミサイル・ランチャーとバルカン砲のみの武装であり、劇中の格闘戦では機体の質量をもって体当たりをするに留めるなど、近距離戦を苦手としている。設定上はビーム・サーベルも装備可能であるが、劇中では装備していない。
本機は一年戦争末期に生まれた試作機で、生産数、実戦参加の有無、戦果なども不明な点が多い。公国軍残党のデラーズ・フリートは、終戦から3年後、この機体をトリントン基地への攻撃に投入している。本機は記述のように主砲の一撃でトリントン基地司令部を一撃で破壊して連邦軍の指揮系統をも一撃で破壊、ガンダム試作2号機強奪に貢献したが、その後の追撃戦の際にガンダム試作2号機を逃がす盾となり、撃破された。
漫画『機動戦士ガンダム バニシングマシン』には、オデッサ作戦後に故障によって補給線上に取り残され、単機勇戦する機体が登場する。
「電撃ホビーマガジン」の雑誌企画『機動戦士ガンダム ファントム・ブレット』には、ザメルの680mmカノン砲を改造した「ザメル砲」が登場する。一年戦争後に月に潜伏していたジオン軍残党が、月面に落下していたムサイの残骸から回収した680mmカノン砲を基に制作したもので、艦載砲用のものを流用した砲座などが増設されている。ザクII（砲手用）、ザクII（測距手用）、ゲルググJの3機によって運用されており、曲射による狙撃テロに用いられていた。
漫画『機動戦士ガンダム0083 REBELLION』では、ヨーツンヘイムの同型艦「ウドガルド」に搭載された1機が、ヒルドルブ改らとともに、地球に落下しようとするスペースコロニー「アイランド・イーズ」内部に進入する連邦軍部隊を迎え撃つ。また、同艦の搭載機であるヅダのうち1機が、単独で「ザメル砲」を運用している。

#### メルザ・ウン・カノーネ
メルザ・ウン・カノーネは本編に先駆けてカトキハジメによりイラスト公開された、ザメルの準備稿バージョンを指す。このデザインからアニメーション用に線を減らして佐野浩敏によりクリーンアップされて完成したのが、ザメルの決定稿である。決定稿との差異は、
- 胸部中央部が上下に割れた砲弾状の「首」になっている（モノアイは割れ目の隙間に沿って、装甲の内側を動く）
- その後方、いわゆる「頭部」のあるべき部分に剥き出しのセンサーユニットが複数林立している
- 肩アーマー一面にスパイクアーマーが施されている（スパイク1個の大きさはザクIIのものと同じ）
- 下腕部、および足首のデザインはドム・トローペンと同一
- 鉄パイプを束ねたような、左肩の多弾倉ミサイル・ランチャーのデザイン（連装数は左右に3列、左4+中央5+右4＝13連装）

などがある。元々ザメルは、カトキが先にデザインしたゼク・ツヴァイをルーツとした巨大MSであり、歩行不可能な多重分割された脚部、推進補助用の巨大スカートなど、巨体ゆえに人型を外れたフォルムというコンセプトはゼク・ツヴァイのものであった。随所に既存MSのパーツを流用したのも、「一目で巨大物と解るようにするため」というデザイン上の意図があった。
なお、陸上用巨大MSであるザメルには、腰部正面が折り畳みハシゴとバケットのようになって、乗員を胴体から地上まで移送する昇降装置が装備されている。ギミックそのものは準備稿の段階で考案されていたが、本編には登場しなかった。
『モデルグラフィックス』誌Vol.74（1990年12月号）には、この準備稿とカトキ自身の手によるカラーイラストが掲載された。カラーイラストは、ビーム・サーベルを構えたガンダム試作1号機がメルザ・ウン・カノーネの懐に飛び込まんとする対決の情景を描いている。
漫画『機動戦士ガンダム0083 星屑の英雄』では、台詞上はザメルだが、こちらが登場する。

### GQuuuuuuX (ジークアクス)
アニメ『機動戦士Gundam GQuuuuuuX』に登場するジオン公国軍の最新鋭試作MS（型式番号：gMS-Ω）。別名「ガンダム・クァックス」。

#### GFreD（ジフレド）
『GQuuuuuuX』に登場するGQuuuuuuXの2号機（型式番号：gMS-κ）。別名「ガンダム・フレド」。

### ジュリック
メカニックデザイン企画『MSV-R』に登場する水陸両用型MS (MSM) 。デザイン原案は片貝文洋で、決定稿は大河原邦男によって描かれている。片貝によれば、もともとはゴッグのバリエーションをゴリラ風にというオーダーから生まれ、水中ではカメのような形態に変形するようにデザインしたものの、可変MSが登場するのは『機動戦士Ζガンダム』の時代からであることから没になったという。またArk Performance（弐号）によれば、同企画のMS設定会議の時点では「ゴリック」と呼ばれており、さらに雌型まで設定しようとしていたとのこと。
ゴッグやズゴックの良好な性能ゆえに中断されていたMSM試作プランのひとつ。基本設計の完了から6か月後に試作機の製作が承認され、その3か月後の12月初旬に1、2号機がロールアウト。稼働試験中に終戦を迎えたため量産化はされていないが、型式番号は与えられている。
改良型の熱核反応炉は冷却システムの性能向上が図られており、陸上での稼働時間が大幅に拡大されている。腹部にメガ粒子砲を8基装備するが、斉射は不能。頭部の先端にはフリージーヤードの発射口がある。水中航行モードでは腕部アイアン・ネイルを収納し、海中での第1回性能試験では最大速度67ノットを記録している。
1号機は試験運用中に失われたと公国軍の記録にあり、緑を基調に塗装された（「南米戦線仕様」とも呼ばれる）2号機は終戦後連邦軍に鹵獲されている。本機の生産数は確認された2機と、発注記録による5機の2説がある。カラーリングは緑のほかに薄紫を基調とするものも確認できる。
作中での活躍
兼房光による短編漫画では、大戦末期の南米大陸にゴッグ2機とともに上陸、森林地帯でジムの2個中隊と交戦する様子が描かれている。12月中旬の連邦軍の同様の記録（本機は機種不明とされている）によれば、1時間の交戦の末に全滅したとされる。
曽野由大の漫画『アッガイ博士』では、ゴッグの後継機としてツィマット社が開発した機体とされており、アッガイなどとMSM-X（水陸両用MS試案）計画の2次採用の座を争う様子が描かれている。ゴッグをベースに、公表された各社のMSMのスペックをすべて取り入れつつ凌駕しているとされる。ゴッグのM23拡散メガ粒子砲の収束率を高め威力を増しているが、試作機は腹部前方に4基のみ装備されている。腕部メガ粒子砲は腹部のもののエネルギーを回すことでメガ・ビーム・カノンとなる。第1回戦でプロトタイプアッガイに勝利するが、敗者復活戦で勝ち上がってきた同機との決勝戦で敗れる。カラーイラストによれば、機体色は薄紫。
孝岡春之介の小説『機動戦士ガンダム MSV-R ザ・トラブルメーカーズ』では、一年戦争終結直後、地中海に沈むユーコン級潜水艦に積まれているという150トンの金塊を得るために傭兵のマサ・オーカーが手配し、搭乗する。模型作例によれば、機体色は薄紫。
Ark Performanceの漫画『機動戦士ガンダム MSV-R ジョニー・ライデンの帰還』の短編外伝では、森林に遺棄されている本機がFSSによる調査中に突如起動して無差別に暴れ出す。頭部をビーム砲で破壊されて行動を停止するが、コックピットは無人であり、モニターには "STILL GO IT..." のメッセージが表示されていた。

### 戦略モビルスーツ
ムック『HOBBY JAPAN別冊 HOW TO BUILD GUNDAM WORLD 3 MOBILE SUIT Ζ GUMDAM』に登場。デザインは青井邦夫または田中精美。
一年戦争末期にジオン公国軍が計画していたと言われる新型機動兵器で、実機は完成していない。スペースコロニーやルナツー級の宇宙要塞を数機で攻略することを目的とした機体で、「宇宙世紀の兵器体系において戦略爆撃機に相当する」とも言われる。MAを凌ぐザクIIの約10倍の巨躯を持つが、空間領域用機動戦略機器（MOBILE Strategic Unit for Interspace Territory）の略として「モビルスーツ」と銘打たれている。
頭部と肩部は一体化しており、片腕につき3本のマニピュレーターを有するなど、人型からはある程度外れたフォルムを持つ。乗員は10数名。有線制御式のビームキャノンポッド4基をはじめ機体各部に多数の固定武装を備える他、機体に合わせたサイズのハンドアームも携行可能。腕部・脚部などを可変させてMA形態を取ることができ、MA形態の状態でさらにハイパワーレーザーレーダーユニット2基とブースターユニットを装着することで、ひとつの「戦略モビルスーツシステム」として機能する。また、ブースターユニットには数機のMSを取り付かせて戦場へ輸送することもできる。

### ドラッツェ
OVA『機動戦士ガンダム0083 STARDUST MEMORY』に登場。メカニックデザインは明貴美加。ラフデザインの段階では上半身はザクIIそのものであったが、画面上がザクばかりになってしまうという意見があり、頭部デザインが変更された。
ジオン公国残党軍「デラーズ・フリート」の量産型宇宙戦用MSで、同組織が一年戦争後に独自開発している。「茨の園」で宇宙世紀0083年5月から生産を開始し、30機ほどが生産され、偵察や陽動作戦に使用されている。
深刻な物資不足に悩む公国残党軍の台所事情を反映したかのような機体で、破損したザクII F2型の上半身にガトル戦闘爆撃機のプロペラントタンク兼スラスターを足部分に組み合わせ製造された。このため、地上での歩行機能は有していない。武装は右腕のマニピュレーターを排除し装備された3連40ミリバルカン砲と、戦艦の装甲を流用した左腕部シールドに固定されたビーム・サーベルのみで、戦闘能力は低い。なお、ビーム・サーベルは本来出力不足で使えないので、シールドに小型ジェネレーターとエネルギーCAP、冷却ユニットを組み込んで使用可能にしている。
プロペラントタンクはAMBAC作動肢としてはほとんど機能せず、運動性は非常に低い。代替措置として両肩に球状のスラスターポッドを設置しているが、それでも通常のMSには遠く及ばなかった。ただし直線のみの加速性能は非常に高く、リック・ドムに匹敵するといわれている。
ほとんどの機体はデラーズ紛争で失われたが、残存機体はアクシズへと渡り、その後ネオ・ジオン残党「袖付き」でも運用されている。「袖付き」ではバルカン砲がガトリング・ガンに換装されているが、攻撃力強化のためより「哨戒偵察任務用のセンサーユニット」としてのもので、起動時にはセンサー有効半径が大幅に拡大する（センサーはガザシリーズのシステムの部分流用）。
プラモデル「HGUC ドラッツェ」では、右腕がマニピュレーターのままで「袖付き」仕様機のガトリング・ガンを手持ち式とした機体が設定されている。
劇中での活躍
『0083』第5話冒頭、ガンダム試作2号機の回収任務にあたったムサイ級軽巡洋艦ペールギュントと僚艦から6機が発進し、3隻の連邦軍サラミス改級宇宙巡洋艦と交戦、撃沈に貢献した。第8話ではガンダム試作1号機 フルバーニアンに白兵戦を仕掛けるも返り討ちにされた。12話ではモンシアの搭乗するジム・カスタムに突撃し左腕を吹き飛ばしたものの機体が負荷に耐えられずに爆散した。
『0083CDドラマ ルンガ沖砲撃戦』では、パプア級輸送船の放出した偽装コンテナの中から1機が出現、フルバーニアンに撃破された。
劇場版『機動戦士ΖガンダムIII A New Translation -星の鼓動は愛-』では、アクシズ側にも配備されており、グレーに塗装された本機が哨戒飛行している。
アニメ『機動戦士ガンダムUC』では、紫に再塗装し「袖付き」の装飾が施され、パラオの哨戒・偵察用限定の機体として稼動している。

#### ドラッツェ改
『0083』のBlu-Ray Boxに収録のピクチャードラマ『宇宙の蜉蝣2』に登場。
両肩のスラスターポッドを、宇宙突撃艇から流用した3連式大型スラスターに換装した改修機。ノーマル機よりも機動性は低下しているが、加速性能ではこちらが上回る。また、右腕がザクII F2型のままとなっている。ペールギュントによるガンダム試作2号機回収直後、試作2号機の攻撃を受けて撤退するサラミス改およびジム改部隊を追撃している。
ウェブ小説配信サイト「矢立文庫」の企画『アナハイム・ラボラトリー・ログ』では、アクシズ所属機としてドラッツェ改（重装備型）が登場する。追加武装の装備によって機動性は若干低下。うち3連装ミサイルポッドは脚部スラスターに装着されている。リゲルグおよびガザCとともに強行偵察部隊として茨の園跡に進出し、ガンダムMk-III8号機を輸送中の小型輸送船およびそれを護衛するエゥーゴのボイド小隊と交戦している。

## モビルアーマー

### グラブロ
『機動戦士ガンダム』に登場。
水陸両用MSと同時期に開発され、初めて実戦投入された水中用MAである。ジオン公国軍ではコストの問題から特定の運用に限定した複数のMA開発計画が同時に進行しており、その中で本機が最も早く完成する。開発は先行していた同じMIP社製のビグロをベースに行われ、開発着手から1か月半という短期間で完成している。連邦軍の南米大陸からの海上交通線を攻略し、連邦欧州軍の体力をそぎ落とす任務を想定されていた。
機首の嘴状の部分に遠距離ソナーを備え、推進には水陸両用MSと同様に熱核水流ジェットエンジンを用い、単独で地球一周が可能なほどの航続距離を備える。また、水中での高速戦闘を得意とし、火力・運動性能ともに同時代の水陸両用MSを凌駕する。その一方で、水中・水上以外では行動不可能な弱点を併せ持つ。小型潜水艦並のサイズでありながら航続距離においては中型潜水艦をしのぎ、大型艦艇並の戦力を有している。サンディエゴ基地の潜水艦ドックで計3機が建造され、メキシコ湾を拠点とした大西洋上でテストが行われた。うち1機はマッド・アングラー隊に支給され、ホワイトベース隊と交戦し撃破されている。残りは連邦軍の海上艦隊に対しての攻撃に使用され、マダガスカル沖で終戦を迎え、接収されている。
武装
魚雷および対空ミサイルを装備し、水中・水上の敵どちらにも攻撃可能である。この対空ミサイルはブーメラン状の整流板が設置されているため、ブーメランミサイルとも呼ばれる。また、機体左右に「フレキシブル・アーム」を介して装備されている鉤爪「グラブロ・クロー」は直接敵機や敵艦船の装甲を破壊でき、航行時には機体後方に折り畳むことにより抵抗を軽減し、補助推進装置としても機能する。メイン・カメラは水中用のモノアイを装備するほか、クチバシ状の機首にソナーや各種センサーも内蔵している。また、量産機ではこの機首部分にメガ粒子砲を搭載することが計画されていたが、量産化は実現せず計画のみにとどまっている。
劇中での活躍
アニメ『機動戦士ガンダム』第28話では、連邦軍のヒマラヤ級空母を一撃で屠った。さらにベルファスト基地よりジャブローに向かい飛行中のホワイトベースに、ズゴック2機を曳航しつつ水中航行で追いつき、潜航したままブーメランミサイルの猛射で追い詰めるなど、MAの力を見せつける。水中に入ったガンダムとも戦って圧倒、クローアームで捕獲して片足をもぎ取るが、頭部コクピットにビーム・サーベルを突き立てられ撃破された。搭乗したフラナガン・ブーンがシャア・アズナブルに対し借用を懇願していたことから、元来シャアに与えられたMAと考えられる。劇場版『機動戦士ガンダムII 哀・戦士篇』では、ガンペリーに搭乗したミハル・ラトキエの放ったミサイルにより撃破された。
漫画『機動戦士ガンダム THE ORIGIN』では、長い尾翼が付き、武装は7連装魚雷から対空ミサイルとなり、ミサイル・ランチャーの追加、搭乗パイロットもトクワンとなるなど設定が変更されている。また、ゾック、ズゴックを牽引できるだけでなく、水上をジャンプするという離れワザも披露した。
漫画『新MS戦記 機動戦士ガンダム短編集』では、クローアームの形状がリファインされた本機が登場する。ゴッグ2機を、劇中のように鎖で牽引するのではなく、機体の下に抱え込むようにして運搬する。水中型ガンダム（ガンダイバー）と交戦し、生還した。
一年戦争後にジオン公国軍残党による運用例が確認されており、漫画『機動戦士ガンダム戦記U.C.0081 -水天の涙-』での、「水天の涙作戦」に参加したベルファスト基地襲撃機や、漫画『機動戦士Ζガンダム デイアフタートゥモロー ―カイ・シデンのレポートより―』での、グリプス戦役時にティターンズ所属の空母を水陸両用MSとともに攻撃した機体がある。
漫画『機動戦士ガンダム0083 REBELLION』では残党ジオン水中部隊「深淵のクラーケン隊」の所属機として登場。アルビオン隊と交戦する。

#### グラブロ試作水中ビット搭載型
メカニックデザイン企画『MSV-R』に登場。
製造されたグラブロ3機のうち1機を、ロールアウト直後に改修してサイコミュを搭載した試作MA。グラブロクローを撤去したスペースに新開発の有線式（無線式もあったとされる）水中用ビットを2基装備、後部には遠隔操作用の複合送信ユニットが追加されている。本機のサイコミュ・システムは、通常パイロットでも操作可能な準サイコミュであるとされる。さらに、機体下部にはソナー・ドームも追加されている。
ビットは機体から分離されると安定翼を展開し、ウォーター・ジェット推進で水中を進む。魚雷発射管4基と、方向転換用の水流スラスター4基を搭載し、機動性の高さから「スキップジャック」のあだ名でも呼ばれる。計画では機体下部にも2基を搭載し、最大4基を予定していた。
一年戦争終結後に公国軍の沿岸施設から押収された資料に、本機がマッド・アングラーから発進する本機を捉えた画像が発見されている。試験中、連邦軍の艦艇2隻と遭遇戦となり、ビットにより1時間足らずでいずれも撃沈している。性能面では問題なかったが、試験運用後には通常型に戻されて実戦配備される。
ゲーム『機動戦士ガンダム バトルオペレーション Code Fairy』のシナリオ担当の徳島雅彦は、同作品の主人公であるアルマ・シュティルナーが本機のテスト要員であったとする「裏設定」を公表しているが、その後発表されたコミカライズ版では、本機のシミュレーターのパイロットとしてテストをおこなうも、ビットをうまく扱えずに終わる。

#### グラブロ4号機
メカニックデザイン企画『F.M.S.』（福地モビルスーツステーション）に登場するジオン公国軍の試作水中用MA（型式番号：MAM-07）。
第2期MA開発計画用の実験機として建造された機体で、従来のフレキシブルアームとクローに加えて2本の脚部に相当する部位が存在しており、3号機までの通常のグラブロと比較して格闘性能が向上した。
本機はマッド・アングラー級潜水艦「ズアイ」に配備され、宇宙世紀0079年11月に実戦による水中格闘戦データと可変MA開発のための基礎データ収集を行っている。

#### グラブロ (サンダーボルト版)
漫画『機動戦士ガンダム サンダーボルト』では一年戦争終結後の第2部に登場。本作は宇宙用MAビグロと同様に、機首部に機首と同軸のメガ粒子砲を装備している。

### グロムリン
ゲーム『SDガンダム GGENERATION GATHER BEAT』に登場するジオン公国軍の試作MA。
一年戦争末期、ジオン公国軍により正面決戦による対艦戦闘を目的に計画された決戦用重MA。地上での運用をまったく考慮していない一本足のデザインが特徴である。
武装は有線ヘッドビーム、ヴァリアブル・メガ粒子砲、有線アンカーレッグ、対空メガ粒子砲を搭載し、戦艦を容易に撃沈しうる移動要塞ともいうべき絶大な火力を有した。また、アンカーレッグをたたむことにより巡航形態への変形を可能とし、計画時の想定では高機動MAに匹敵するほどの機動性、運動性を発揮する予定であった。しかし、当時の技術水準では要求された性能を満たせず、悪化をたどる戦局の状況もあって設計は難航。その間に一年戦争は終結し、本機のデータおよび関連書類は機密保持のために破棄されている。
劇中での活躍
『SDガンダム GGENERATION GATHER BEAT』では最終ボスとして登場。ナノマシンやDG細胞の機能を取り入れた最強のMAとしてフロスト兄弟の野望を達成するために投入された。『GGENERATION ADVANCE』では、ギニアス・サハリンがアプサラス開発計画のデータ収集を目的に開発したと設定されておりソロモンではビグ・ザムの代わりにドズル・ザビが搭乗。また、グロムリン・フォズィルのプロトタイプとされている。
漫画『機動戦士ガンダム カタナ』では、宇宙世紀0084年に元フラナガン機関研究員・アンリ機が登場。シャア・アズナブルの月への帰還情報を契機にグラナダにおいてジオン軍残党の糾合を企てるが、反地球連邦組織「シン・フェデラル」所属のフルアーマー・アレックスによって撃墜された。

#### グロムリンII
ゲーム『GGENERATION GATHER BEAT2』の最終ボスとして登場する超大型MA（型式番号：MAN-05-2）。
アクシズに逃れたギレン・ザビによって開発され、月光蝶システムによる自己修復機能などを装備している。MAというより巨大戦艦といってもよく、超大型のメガ粒子砲を2門装備する。近距離戦闘は左右に搭載されたグロムリン型の戦闘ポッドを切り離しておこない、格闘形態ではこれらを蛇腹状のアームで接続し、ビーム・クローを展開させる。
宇宙世紀の正史では、アクシズの技術レベルおよび保有資源で建造できるものではなく、ペーパープランに終わったとされる。なお、宇宙世紀0147年に執筆され『月刊モビルマシーン』誌に掲載されたカシム・アクチュラコフの記事では、伝聞調ながら本機はナノ・マシン・システムが組み込まれ、自己再生・自己増殖・自己進化の3大理論を達成し、「悪魔」と呼ばれる存在を取り込んだ究極の機動兵器として完成していたとしている。カシムは直後に不可解な死を遂げたため、同誌は訂正せずにそのまま掲載しているが、読者からはオカルト誌と間違えているのではないか、軍事雑誌としては荒唐無稽の度が過ぎるのではないかとの投書があり、カシムの特異な歴史観が同誌および執筆陣のそれと一致しないことを表明している。

##### RFグロムリンII
漫画『機動戦士ガンダムF90 ファステストフォーミュラ』に登場。外観はグロムリンIIとほぼ同一であるが、現実的なダウンサイジングがおこなわれている。グロムリン型戦闘ポッドの形状がやや異なり「テンタクラー・ビット」と呼ばれ、格闘形態にはなるが切り離しはしない。また強力なIフィールドや、「チルド・ビット」と呼ばれる武装を装備。バイオ・コンピューターを搭載しており、これによるバイオ・ハッキングシステムももつ。
宇宙世紀0116年にネオ・ジオン軍残党組織「レガシィ」が所有しており、マトリカ・ヴィカラをコアとしてトリムールティ攻略戦に投入される。迎え撃つ特殊部隊「ファステストフォーミュラ」は、「かつてジオンの生み出した脅威」として情報は掴んでいた。ディル・ライダー少尉のガンダムF90タイプFFのヴェスバーに対し、対艦級のIフィールドを展開するも破られ、右舷を大破。その後戦線に復帰したタイプFFがコックピット・ブロックごとマトリカを奪還、直後にカナタ・サワメ少尉のPVスペシャルのヴェスバーでレガシィ総帥ライン・ドラグンが座乗する艦橋を破壊され、沈黙する。
最終局面において、瀕死のサイファーが本機のハッキングシステムを介してトリムールティによる地上砲撃を試みるも、彼が乗るMSA-0120を破壊されたことで再び沈黙した。

#### グロムリン・フォズィル
ゲーム『GGENERATION ADVANCE』に登場するMA（型式番号：MAN-05B）。
完成したグロムリンのコアユニットに追加ユニットを装備した形態。DG細胞による自己修復機能を持っている。ゲーム中、ギニアス・サハリンが完成させ、ソーラ・レイに匹敵する破壊力を発揮し、ア・バオア・クー要塞までも一撃のもとに粉砕した。

### ドゥラ
ゲームブック『機動戦士Ζガンダム ジェリド出撃命令』に登場するジオン公国軍の試作MA。
MA-08 ビグ・ザムと同一コンセプトで建造された超重MA。反連邦組織が終戦時にジオン軍により爆破されたはずの機体を隠匿し、最終兵器として完成させた。武装は可動式装甲で覆われた強力な胸部の高出力メガ粒子砲3門と5門の対空メガ粒子砲のほか、ビグ・ザムの敗因を分析した結果、接近戦用の格闘兵装として腰部にビーム・サーベルマニピュレーターを1対持つ。全身を覆うIフィールドも装備されており、接近戦以外のほとんどのビーム攻撃は無効化される。
メカニックデザインは小林誠。隠し腕を持つなどコンセプトと機体フォルムはPMX-003 ジ・Oに近いが、脚部はバーニアユニットになっている。塗装はくすんだブルーグレイ。背部に大型増槽6基を背負う。
劇中での活躍
連邦軍バックランド基地を占拠した反連邦組織の切り札として登場。バックランド基地で主人公ジェリド・メサが敵の擬似ニュータイプを葬り去った後に地下から出現。高出力メガ粒子砲によって母艦グラーフ・ツェッペリンを危機に追い込み、ジェリドは救援に現れたエマ、カクリコンの両名と共にドゥラへと立ち向かう。

### ブラウ・ブロ

#### キケロガ
アニメ『機動戦士Gundam GQuuuuuuX』に登場するジオン公国軍のMA（型式番号：MAN-03）。一年戦争後には可変MAに改修されている。『機動戦士ガンダム』におけるブラウ・ブロに相当する機体。

### ロック
メカニックデザイン企画『MSV90』に登場するジオン公国軍の水中用可変MA（型式番号：MAM-11）。
極秘裏に開発が進められていたもので、潜水艦形態から前後に分離し、前部がズゴックの発展型である水陸両用型MSフォロックに、後部が水中用MAバロックに変形する。潜水艦形態での最大速度は124km/hであり、武装として水中ミサイル・ランチャーと対空・対艦ミサイル・ランチャーを装備するほか、分離時のフォロックは両腕部のクローが、バロックはメガ粒子砲とフォノン砲が使用可能になる。

## その他

### オッゴ
OVA『機動戦士ガンダム MS IGLOO -黙示録0079-』第2話・3話に登場するモビルポッド。
一年戦争末期、ジオン公国軍の戦局悪化に伴って技術本部が「決戦兵器」と称して緊急開発した駆逐モビルポッドである。疲弊した国力でも生産できるよう、複数の企業のプロジェクトを統合しつつ従来の生産ラインを活用する事が求められ、基幹ユニットにはザク向けに開発されたパーツを使用する設計となり、正規の手続きを踏まぬまま、なし崩し的に制式化され量産に入った。
この経緯から開発の主導権は技術本部が握ることとなり、ザク・マシンガンなどの既存の兵器や戦線の後退により不要となった地上用のザクII（J型）のジェネレーターを流用して開発し、宇宙世紀0079年11月にプロトタイプを完成させた。連邦兵士はそのフォルムに接して「ジオンのゴミ箱」や「ドラム缶の化け物」とコメントしている。
本機は国力の疲弊した国家特有の、不要になった既存兵器のリサイクルを多用した廉価兵器である。連邦軍がMSの代用品として使用してきたボールを彷彿とさせるコンセプトの機体であることから、一部の兵士からは「先祖帰り」などと揶揄された。実際、オッゴ開発の背景にはボールの活躍に触発されたジオン公国軍の後押しがあった。
宇宙戦用に設計されたが、冷却システムを持たない地上用のジェネレーターを流用したため、静止モードでもロケットエンジンをアイドリングさせ、冷却システムと作業用アームを稼動させるという発想で全体が設計された。メインカメラはモノアイ式だがザクなどのようなモノアイレールやシールドがなく、旋回式の頭部に直接装架されている。胴体左右のシリンダー内部を、大推力用の重推進剤と巡航用兼アイドリング用の水素の2種類の推進剤タンクが占めている。胴体のほとんどがプロペラントであることから、ある程度の稼動時間を持つ。作業用アームは機体下部前側に折畳まれて収納されており、展開して武装を掴んだり、格闘戦を行ったり、物資運搬などが可能となっている。
武装は固定式に改造したザク・マシンガン、ザク・バズーカなどを回転式であるドラムフレームのアタッチメントに装備する。アタッチメントやハードポイントにはロケット弾やシュツルム・ファウストなどMSの携行武器を装備することもできるが、ビーム兵器は装備できない。また、アタッチメントおよびハードポイントを備えたドラムフレームを回転させ、本体の姿勢を変更することなく装備した兵器を真後ろに指向し、背後の敵に攻撃を加える事も可能。このような装備運用の柔軟性と良好な運動性能により、総合的な戦闘能力は、計算上ボールを凌ぐとされた。
カラーリングは明るいカーキ。各機の胴体左のシリンダー前部に描かれている3桁の数字は、前2桁は所属小隊番号、最後の1桁が小隊内での機体番号となる。例として「021」ならば、第2小隊1番機を表す。大戦末期に少数投入された本機だが、実際の生産数は不明。
また、雑誌企画『A.O.Z Re-Boot ガンダム・インレ-くろうさぎのみた夢-』によると、アクシズのガザAはオッゴのドラムフレーム構造を採り入れているとの事である。
モデルはドイツ軍が第二次世界大戦終盤に投入した軽駆逐戦車「ヘッツァー」。
劇中の活躍
一年戦争最末期のア・バオア・クー攻防戦直前にカスペン戦闘大隊の指揮下に組み込まれた第603技術試験隊ヨーツンヘイムに、緊急量産された35機前後が配備され、試験と称する前線配備がなされている。ただし、実戦経験者は大隊長であるヘルベルト・フォン・カスペン大佐のみであり、配属されたパイロットは急遽召集された16〜18歳の学徒兵でしかなかった。志願兵であり士気は高いものの、操縦方法が単純なモビルポッドを前提として訓練時間は150時間という促成兵であった。
戦闘ではボールを手玉に取り、回転する武装を用いた不意打ちや集団攻撃で予想値を上回る機体と称される戦果を挙げたものの、やはりモビルスーツ相手には分が悪く大きな損害を出した。更に配備を急いで量産されたために急造されたパーツの精度が悪く、戦闘中に武装の回転機構に異常をきたしている。
宇宙世紀0079年12月30日と31日に月とア・バオア・クーで2度の実戦投入が行われた。30日にはモニク・キャディラック特務大尉の弟エルヴィン・キャディラック曹長が戦死。翌日にはア・バオア・クー攻防戦に参加した。すでにこの時点で公国軍には劣勢を覆せる力はなく、ヨーツンヘイムに帰還できたのはわずか9機ほどの状態で敗戦を迎えている。
一年戦争以後も運用されており、漫画『機動戦士ガンダム カタナ』では、宇宙世紀0084年に反地球連邦組織「シン・フェデラル」に数機配備された。漫画『機動戦士ガンダムΖΖ外伝 ジオンの幻陽』では、第一次ネオ・ジオン抗争時にネオ・ジオンに数機配備され、大型兵器「ラーフ・システム」の構築のため、機材運搬に用いられた。

#### ジオン潜水艇
プラモデル企画『モビルスーツバリエーション』（MSV）に登場。名称は『A.O.Z Re-Boot』で設定されたもので、『MSV』では「レスキューチャンバー」とも呼ばれている。
オッゴと同系列の水中用モビルポッド。主に海中作業や救助に用いられており、武装は確認できない。また、オッゴではモノアイがある箇所には覗き窓が備えられているほか、マニピュレーターの位置もオッゴとは異なる。カラーリングはイエロー。
元はユーコン級潜水艦「U-48」の所属機がザク・マリンタイプとともに海中作業に当たる姿が、ザク・マリンタイプのプラモデルのボックスアートに描かれていたもの。オッゴは本機に連なる機体としてデザインされたものである。

### シルバー・ランス
漫画『GUNDAM LEGACY』に登場する惑星間巡航用核パルス推進ブースターを改造した惑星間航行兵器。
制御ユニットとしてケンプファーを搭載し、高速で目標に接近し内蔵した気化弾頭による自爆により攻撃を行う。
計画段階では無人仕様であったが、技術的問題から有人制御となり特攻兵器となった。
ブースター部分の取っ手に護衛モビルスーツを搭載可能な他、制御ユニットであるケンプファーは手持火器による自衛戦闘を行うとともに、切り離して独立運用が可能。
名称の由来は未塗装の機体色からである。
劇中の活躍
狼の鉄槌によるサイド3へのテロ計画である『シルバー・ランス』作戦に護衛のリック・ドムIIと共に投入される。プラズマビーム砲による迎撃を潜り抜けサイド3に接近するも最終加速前にメイ・カーウィンに乗り込まれシルバー・ランスは起動停止する。なおもリリアは制御ユニットであるケンプファーを分離しマレットの仇であるフォルドに迫るが、気化弾頭は宇宙空間では効力を発揮せずに終わった。

### ライノサラス
ゲーム『機動戦士ガンダム外伝 コロニーの落ちた地で…』に登場する試作大型機動兵器。拠点防衛用に開発された機体で、性能や開発経緯等については不明な点が多い。
実質的にはホバー走行の移動砲台であるが、砲塔部分にザクIIのボディを流用し、機関銃内蔵のアームを設置しているのが特徴である。機体後部には機関砲砲塔2機を装備する。開発経緯はザクタンクと同じだが、大口径キャノンとミサイルポッド、マシンガンで武装しており、非常に強大な火力を持ち、装甲もある程度厚いが、冷却システムに問題があり長時間の運用ができない。拠点強襲用MAであるが現地調達の廃品から再生されたため、MAにしては攻撃力こそ高いが装甲は比較的脆いという欠点を持つ。
主砲である大口径キャノンを地球連邦軍から奪取した対艦用大型ビーム砲「バストライナー」に換装したタイプも存在し、大口径キャノンを装備したタイプをA型、バストライナーを装備したタイプをB型と呼ぶ。
劇中の活躍
ヒューエンデン基地の護衛として、ヴィッシュ・ドナヒュー中尉の操縦するゲルググG型と共に登場する。連邦軍ホワイト・ディンゴ隊のジム・スナイパーII、3機と交戦して撃破されている。ゲームではそれ以前のステージでジオン軍への軍事物資（その中にバストライナーも含まれている）輸送を阻止したかどうかでA型とB型のどちらが出てくるかが決まる。なお、ゲルググより先にライノサラスを倒すと、ヴィッシュの通信メッセージが流れる。
小説版『コロニーの落ちた地で』では、バストライナーを装備したB型が登場。急造品だったため、ザクIIのボディのコクピットに3人が乗り込んで操縦する窮屈な状態であり、バストライナーの装備に的さない欠陥機体だった。ホワイトディンゴに対してバストライナーを撃つが、発射と同時にジェネレーターが爆発し、機体内部に高熱プラズマが発生してパイロット全員は蒸発して消滅した。